# Подпальная, Тамара Михайловна
Тама́ра Миха́йловна Подпа́льная (род. 3 января 1972, село Огни, Усть-Калманский район, Алтайский край, СССР) — российская спортсменка, пауэрлифтер, двукратная чемпионка и двукратный серебряный призёр Паралимпийских игр, двукратная чемпионка мира, рекордсменка мира, заслуженный мастер спорта России.

## Спортивная карьера
К занятиям пауэрлифтингом приобщил муж - Андрей Подпальный. В 1997 году, после рождения дочери Ульяны, решила заниматься спортом для корректировки фигуры.

## Спортивные достижения
Летние Паралимпийские игры:
- Золото (Сидней, Австралия, 2000 год) — пауэрлифтинг, весовая категория до 52 кг.
- Золото (Афины, Греция, 2004 год) — пауэрлифтинг, весовая категория до 52 кг.
- Серебро (Пекин, Китай, 2012 год) — пауэрлифтинг, весовая категория до 52 кг.
- Серебро (Лондон, Великобритания, 2012 год) — пауэрлифтинг, весовая категория до 52 кг.

Чемпионаты мира:
- Золото (2002) — весовая категория до 52 кг.
- Серебро (2006) — весовая категория до 56 кг.
- Золото (2010) — весовая категория до 52 кг.

## Награды
- Орден Дружбы (6 апреля 2002) — за большой вклад в развитие физической культуры и спорта, высокие спортивные достижения на XI Паралимпийских играх 2000 года в Сиднее (Австралия)[3].
- Медаль ордена «За заслуги перед Отечеством» II степени (30 сентября 2009) — за большой вклад в развитие физической культуры и спорта, высокие спортивные достижения на XIII Паралимпийских летних играх 2008 года в городе Пекине (Китай).[4]
- Медаль ордена «За заслуги перед Отечеством» I степени (10 сентября 2012) — за большой вклад в развитие физической культуры и спорта, высокие спортивные достижения на XIV Паралимпийских летних играх 2012 года в городе Лондоне (Великобритания).[5].
- Заслуженный мастер спорта России (2000).
- Премия Паралимпийского комитета России «Возвращение в жизнь», номинация «Второе дыхание» (2010).[6]
- Заслуженный работник физической культуры и спорта Алтайского края (13 мая 2022) — за многолетний добросовестный труд и личные заслуги в пропаганде физической культуры, спорта и здорового образа жизни

## Семья
Тамара — четвёртый ребёнок в семье.
- Муж — Андрей Подпальный,

Спортивный тренер. 
- Дочь — Ульяна Подпальная,

российская пловчиха, мастер спорта России, участница чемпионата мира (МПК) 2010. 